# Zypressen-Holzeule
Die Zypressen-Holzeule (Lithophane leautieri) ist ein Schmetterling (Nachtfalter) aus der Familie der Eulenfalter (Noctuidae).

## Merkmale

### Falter
Die Flügelspannweite der Falter beträgt 36 bis 46 Millimeter. Die Vorderflügel sind schmal. Von ihrer schiefergrauen Oberseite heben sich mehrere schwarze Längsstreifen ab, wodurch die Falter unverwechselbar sind. Zuweilen ist eine schwach rosafarbene Überstäubung erkennbar. Makel sind meist undeutlich. Die Hinterflügeloberseite ist zeichnungslos hell graubraun und zeigt einen schwach ausgebildeten Diskoidalfleck. 

### Raupe
Die Raupen sind grün und zeigen breite, unterbrochene weißgelbe Rücken- und Nebenrückenlinien. Auf jedem Segment hebt sich an den Seiten ein rotbrauner Fleck ab.

## Verbreitung, Unterarten und Lebensraum
Die Zypressen-Holzeule kommt in Südwesteuropa und in Nordwestafrika vor. Von Frankreich aus hat sie sich über die Beneluxstaaten weiter nach Norden und Osten ausgebreitet. Auf der Isle of Wight wurde sie im Jahr 1951, in Deutschland 2015 erstmals nachgewiesen. Mit einer weiteren Ausbreitung Richtung Osten ist zu rechnen. Neben der in Frankreich vorkommenden Nominatform Lithophane leautieri leautieri sind weitere Unterarten bekannt:
- Lithophane leautieri sabinae (Geyer, 1832), im Wallis
- Lithophane leautieri nicaeenis Boursin, 1957, in Südfrankreich
- Lithophane leautieri cyrnos Boursin, 1957, auf Korsika und Sardinien
- Lithophane leautieri hesperica Boursin, 1957, in Spanien, den Niederlanden und auf den Britischen Inseln
- Lithophane leautieri andalusica Boursin, 1962, in der Sierra Nevada
- Lithophane leautieri ochreimacula (Rothschild, 1914), in den Maghreb-Staaten

Die Art besiedelt in erster Linie xerophile Zypressen- und Wacholdergebiete und ist auch in Gärten und Parkanlagen zu finden. Die Höhenverbreitung reicht vom Meeresspiegel bis auf 1800 Meter.

## Lebensweise
Die Falter fliegen in einer Generation von Ende Oktober bis Mitte Dezember. Sie sind nachtaktiv und besuchen künstliche Lichtquellen sowie Köder. Die Eier überwintern. Die Raupen schlüpfen Ende März oder Anfang April und legen im Mai oder Juni einem festen Kokon in der Erde an. Dort verbringen sie eine zwei bis vier Monate andauernde Diapause, bevor sie sich verpuppen. Bei der Wahl der Raupennahrungspflanzen, die sich alle innerhalb der Pflanzenfamilie der Zypressengewächse (Cupressaceae) befinden, treten erhebliche regionale Unterschiede auf. So ernähren sich die Raupen in Zentralspanien von Stech-Wacholder (Juniperus oxycedrus) oder Phönizischem Wacholder (Juniperus phoenicea). Raupen der Unterart Lithophane leautieri sabinae ernähren sie sich im Wallis vom Stink-Wacholder (Juniperus sabina). In Großbritannien werden die aus den USA eingeführten und kultivierten Arten Lawsons Scheinzypresse (Chamaecyparis lawsoniana), Leyland-Zypresse (× Cuprocyparis leylandii) oder Monterey-Zypresse (Cupressus macrocarpa) bevorzugt.